# Dignathia
Dignathia là một chi thực vật có hoa trong họ Hòa thảo (Poaceae).

## Loài
Chi Dignathia gồm các loài: